# Topcon
Topcon (株式会社トプコン, Kabushiki-gaisha Topukon) er en japansk producent af optisk udstyr til oftalmologi og landmåling.